# Штрас-ин-Штайермарк
Штрас-ин-Штайермарк (нем. Straß in Steiermark) — ярмарочная коммуна (нем. Marktgemeinde) в Австрии, в федеральной земле Штирия. 
Входит в состав округа Лайбниц.  Население составляет 1707 человек (на 31 декабря 2005 года). Занимает площадь 8.71 км². Официальный код  —  61 041.

## Политическая ситуация
Бургомистр коммуны — Франц Чернер (АНП) по результатам выборов 2005 года.
Совет представителей коммуны (нем. Gemeinderat) состоит из 15 мест.
- АНП занимает 9 мест.
- СДПА занимает 4 места.
- АПС занимает 2 места.